# Cellulosanitrat

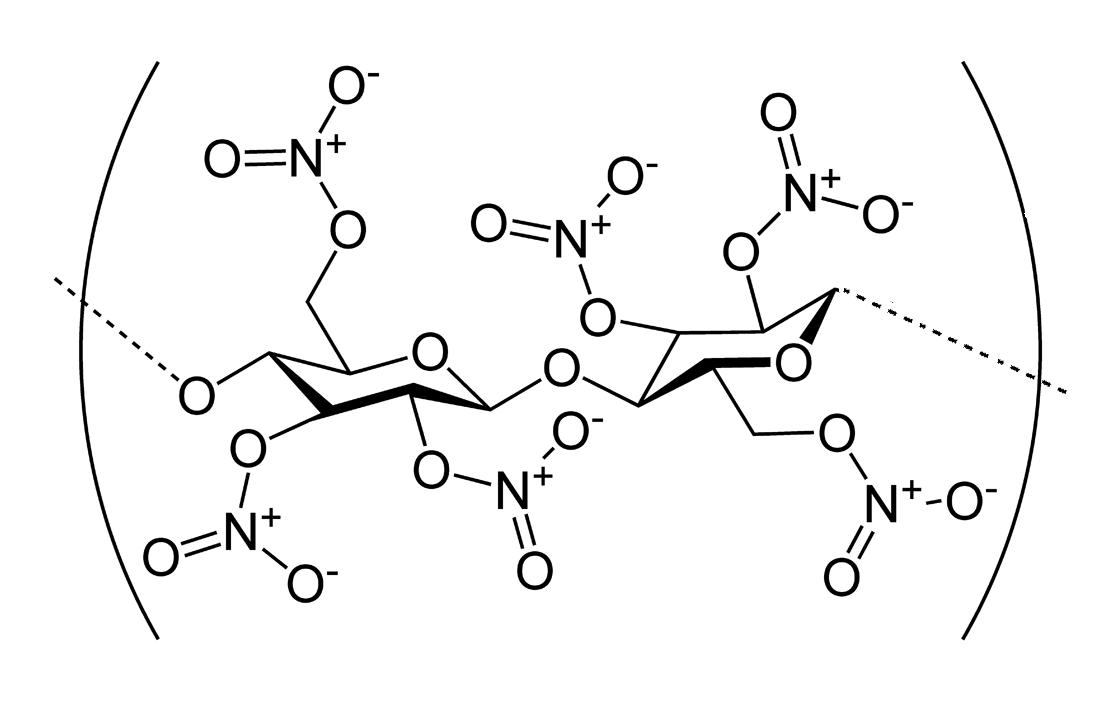
Triestern cellulosatrinitrat (bomullskrut)

Cellulosanitrat, även kallat nitrocellulosa, är en gemensam beteckning för nitratestrar av cellulosa. De framställs genom förestring av cellulosa med salpetersyra (HNO3). Cellulosans monosackarider kan ha en, två eller tre esterbindningar.
Den högnitrerade triestern är explosiv och kallas även bomullskrut. Förr framställdes det ofta av bomull i en blandning av salpetersyra och svavelsyra, men idag är det vanligare att använda träfiber än bomull.
Cellulosanitratets diester, även kallad pyroxylin, används bland annat som bindemedel i fernissa och lack, ibland kallad nitrocellulosalack eller nitrolack. Målarfärg med detta bindemedel kallas ibland också nitrocellulosafärg.
Diestern används även för plasten kallad cellulosanitratplast. Blandad med mjukgöraren kamfer ger den celluloid, en transparent termoplast. Bland annat användes den en tid som fotografisk film, som dock var mycket brandfarlig.